# لينا لارسون
لينا لارسون (بالسويدية: Lena Larsson)‏ هي مهندسة معمارية وكاتِبة سويدية، ولدت في 31 يوليو 1919 في Tranås ‏ في السويد، وتوفيت في 4 أبريل 2000 في أبرشية ليدينيو ‏ في السويد.